# Kronologisk lista över krig
Detta är en kronologisk lista över krig.

## 1200-talet f.Kr.
- Trojanska kriget

## 700-talet f.Kr.
- Syrisk-efraimitiska kriget (733 f.Kr.)
- Lelantinska kriget (cirka 710–650 f.Kr.)

## 400-talet f.Kr.
- Persiska krigen (cirka 490–449 f.Kr.)
- Peloponnesiska kriget (431–404 f.Kr.)

## 300-talet f.Kr.
- Korintiska kriget (395–387 f.Kr.)
- Första samniterkriget (343–341 f.Kr.)
- Latinska kriget (340–338 f.Kr.)
- Alexander den stores fälttåg (334–323 f.Kr.)
- Andra samniterkriget (326–321 f.Kr. och 316–304 f.Kr.)
- Lamiska kriget (323–322 f.Kr.)

## 200-talet f.Kr.
- Tredje samniterkriget (298–290 f.Kr.)
- Första syriska kriget (274–271 f.Kr.)
- Chremonideiska kriget (267–261 f.Kr.)
- Första puniska kriget (264–241 f.Kr.)
- Andra syriska kriget (260–253 f.Kr.)
- Tredje syriska kriget (246–241 f.Kr.)
- Första illyriska kriget (229–228 f.Kr.)
- Andra illyriska kriget (220–219 f.Kr.)
- Fjärde syriska kriget (219–217 f.Kr.)
- Andra puniska kriget (218–201 f.Kr.)
- Femte syriska kriget (202–195 f.Kr.)
- Andra makedoniska kriget (200–196 f.Kr.)

## 100-talet f.Kr.
- Aitoliska kriget (191–189 f.Kr.)
- Romersk-syriska kriget (191–188 f.Kr.)
- Sjätte syriska kriget (171–168 f.Kr.)
- Tredje puniska kriget (149–146 f.Kr.)
- Numantiska kriget (137–133 f.Kr.)
- Första slavkriget (135–132 f.Kr.)
- Andra slavkriget (104–103 f.Kr.)

## 000-talet f.Kr.
- Bundsförvantskriget (Rom) (91–88 f.Kr.)
- Spartacusupproret (73–71 f.Kr.)
- Galliska kriget (58–51 f.Kr.)
- Romerska inbördeskriget (49–45 f.Kr.)

## 000-talet
- Judiska kriget (66–70)

## 600-talet
- Islamiska erövringen av Persien (633–651)
- Arabiska erövringen av Egypten (639–642)
- Islamiska erövringen av Maghreb (665–709)

## 700-talet
- Arabiska erövringen av Iberiska halvön (711–724)
- Islamiska invasionen av Gallien (719–732)
- An Lushan-upproret (755–763)
- Islamiska erövringen av Indien (fyra faser: ungefär  700-talet–900-talet, 1000-talet–1200-talet, 1200-talet–1500-talet, 1500-talet–1700-talet)

## 1100-talet
- Första svenska korståget (eventuellt på 1150-talet)

## 1200-talet
- Mongolernas invasion av Kina (1205–1279)
- Mongolernas invasion av Kara-Khitan (1216–1218)
- Mongolernas invasion av Khwarezm (1219–1221)
- Mongolernas invasion av Korea (1231–1232, 1235–1239, 1247–1250, 1253 & 1254–1259)
- Mongolernas invasion av Europa (1236–1241)
- Andra svenska korståget (1248–1250)
- Mongolernas invasion av Dali (1253–1255)
- Mongolernas invasion av Tibet (1253–1255)
- Mongolernas invasion av Vietnam (1257–1288)
- Mongolernas invasion av Japan (1274 & 1281)
- Mongolernas första invasion av Burma (1277–1287)
- Mongolernas invasion av Java (1292–1293)
- Tredje svenska korståget (1293)
- Skotska frihetskriget (1297–1314)

## 1300-talet
- Hundraårskriget (1337–1453)
  - Bretonska tronföljdskriget (1341–1364)

## 1400-talet
- Turkisk-valakiska kriget (cirka 1442–1476)
- Venetiansk-albanska kriget (1447–1448)
- Rosornas krig (1455–1485)
- Trettonåriga kriget mellan Polen och Tyska orden (1453–1466)
- Oninkriget (1467–1477)
- Italienska krigen (1494–1559)

## 1500-talet
- Avsättningskriget mot kung Hans (1501–1503)
- Svante Nilsson Stures krig mot Danmark (1504–1512)
- Sten Sture den yngres krig mot Danmark (1512–1520)
- Svenska befrielsekriget (1521–1523)
- Belägringen av Rhodos (1522)
- Grevefejden (1534–1536)
- Schmalkaldiska kriget (1546–1547)
- Stora ryska kriget (1554–1557)
- Hugenottkrigen (1562–1598)
- Första polska kriget (1563–1568)
- Nordiska sjuårskriget (1563–1570)
- Rysk-turkiska kriget (1568–1570)
- Spansk-nederländska kriget (1568–1648)
- Livländska kriget (1570–1583)
- Nordiska tjugofemårskriget (1570–1595)
- Nederländska frihetskriget (1579–1648)
- Engelsk-spanska kriget (1585–1604)
- Japans invasion av Korea (1592–1598)
- Nioårskriget (1594–1603)
- Kriget mot Sigismund (1598–1599)

## 1600-talet
- Andra polska kriget (1600–1629)
- Ingermanländska kriget (1610–1617)
- Kalmarkriget (1611–1613)
- Trettioåriga kriget (1618–1648)
- Polsk-ryska kriget 1632–1634
- Fransk-spanska kriget (1635–1659)
- Biskopskrigen (1639–1640)
- Engelska inbördeskriget (1642–1651)
- Första bremiska kriget (1653–1654)
- Polsk-ryska kriget 1654–1667
- Nordiska krigen (1655–1661)
- Karl X Gustavs ryska krig (1656–1661)
- Andra bremiska kriget (1665–1666)
- Devolutionskriget (1667–1668)
- Fransk-nederländska kriget (1672–1678)
- Skånska kriget (1675–1679)
- Rysk-turkiska kriget (1676–1681)
- Stora turkiska kriget (1683–1699)
- Rysk-turkiska kriget (1686–1700)
- Pfalziska tronföljdskriget (1688–1697)
- Kung Vilhelms krig (1689–1697)

## 1700-talet
- Stora nordiska kriget (1700–1721)
- Spanska tronföljdskriget (1701–1714)
- Drottning Annas krig (1702–1713)
- Rysk-turkiska kriget (1710–1711)
- Polska tronföljdskriget (1733–1738)
- Rysk-turkiska kriget (1735–1739)
- Kriget om kapten Jenkins öra (1739–1748)
- Första schlesiska kriget (1740–1742)
- Österrikiska tronföljdskriget (1740–1748)
- Hattarnas ryska krig (1741–1743)
- Andra schlesiska kriget (1744–1745)
- Kung Georgs krig (1744–1748)
- Fransk-indianska kriget (1754–1763)
- Sjuårskriget (1756–1763)
- Pommerska kriget (1757–1762)
- Första anglo-mysoreanska kriget (1767–1769)
- Rysk-turkiska kriget (1768–1774)
- Amerikanska revolutionskriget (1775–1783)
- Bayerska tronföljdskriget (1778–1779)
- Andra anglo-mysoreanska kriget (1780–1784)
- Kriget mot ohioindianerna (1785–1795)
- Rysk-turkiska kriget (1787–1792)
- Teaterkriget (1788–1789)
- Gustav III:s ryska krig (1788–1790)
- Första marattkriget (1789–1791)
- Polsk-ryska kriget 1792
- Franska revolutionskrigen (1792–1802)

## 1800-talet
- Första barbareskkriget (1801–1805)
- Napoleonkrigen (1803–1815)
- Finska kriget (1808–1809)
- Mexikanska frihetskriget (1810–1821)
- 1812 års krig (1812–1815)
- Creekkriget (1813–1814)
- Svensk-norska kriget 1814
- Andra barbareskkriget (1815)
- Tredje marattkriget (1817–1818)
- Kaukasiska kriget (1817–1864)
- Grekiska frihetskriget (1821–1829)
- Arikarakriget (1823)
- Första anglo-burmesiska kriget (1824–1826)
- Rysk-turkiska kriget (1828–1829)
- Svarta kriget (1828–1832)
- Black Hawk-kriget (1832)
- Första orientaliska krisen (1832–1833)
- Aroostookkriget (1838–1839)
- Bakelsekriget (1838–1839)
- Andra orientaliska krisen (1839–1841)
- Första opiumkriget (1839–1842)
- Första afghankriget (1839–1842)
- Första sikhkriget (1845–1846)
- Mexikanska kriget (1846–1848)
- Andra sikhkriget (1848–1849)
- Slesvig-holsteinska kriget (1848–1851)
- Taipingupproret (1850–1854)
- Andra anglo-burmesiska kriget (1852–1853)
- Krimkriget (1853–1856)
- Andra opiumkriget (1856–1860)
- Griskriget (1859)
- Spansk-marockanska kriget (1859–1860)
- Amerikanska inbördeskriget (1861–1865)
- Januariupproret (1863–1864)
- Dansk-tyska kriget (1864)
- Trippelallianskriget (1864–1870)
- Tyska enhetskriget (1866)
- Boshinkriget (1868–1869)
- Fransk-tyska kriget (1870–1871)
- Rysk-turkiska kriget 1877–1878
- Andra afghankriget (1878–1880)
- Zulukriget (1879)
- Stillahavskrigen (1879–1883)
- Första boerkriget (1880–1881)
- Fransk-kinesiska kriget (1884–1885)
- Tredje anglo-burmesiska kriget (1885–1886)
- Första Matabelekriget (1893)
- Första sino-japanska kriget (1894–1895)
- Första italiensk-abessinska kriget (1895–1896)
- Anglo-zanzibariska kriget (1896)
- Andra Matabelekriget (1896–1897)
- Grek-turkiska kriget (1897)
- Spansk-amerikanska kriget (1898)
- Filippinsk-amerikanska kriget (1898–1913)
- Banankrigen (1898–1934)
- Andra boerkriget (1899–1902)

## 1900-talet
- Rysk-japanska kriget (1904–1905)
- Gränskriget (1910–1919)
- Balkankrigen (1912–1913)
- Första världskriget (1914–1918)
- Finska inbördeskriget (1918)
- Estniska frihetskriget (1918–1920)
- Ryska inbördeskriget (1917–1922)
- Frändefolkskrigen (1918–1922)
- Polsk-ryska kriget (1919–1921)
- Irländska frihetskriget (1919–1921)
- Grek-turkiska kriget (1919–1922)
- Turkiska frihetskriget (1919–1922)
- Turkisk-armeniska kriget –1920)
- Kinesiska inbördeskriget (1927–1949)
- Chacokriget (1932–1935)
- Andra italiensk-abessinska kriget (1935–1936)
- Spanska inbördeskriget (1936–1939)
- Andra sino-japanska kriget (1937 (31)–1945)
- Andra världskriget (1939–1945)
- Vinterkriget (1939–1940)
- Italiensk-grekiska kriget (1940–1941)
- Fortsättningskriget (1941–1944)
- Lapplandskriget (1944–1945)
- Indonesiska självständighetskriget (1945–1949)
- Grekiska inbördeskriget (1946–1949)
- Indokinakriget (1946–1954)
- 1948 års arab-israeliska krig (1948–1949)
- Koreakriget (1950–1953)
- Algerietrevolten (1954–1962)
- Vietnamkriget (1955–1975)
- Ungernrevolten (1956)
- Suezkrisen (1956)
- Kongokrisen (1960–1965)
- Inbördeskriget i Guatemala 1960–1996
- Angolanska självständighetskriget (1961–1974)
- Sino-indiska kriget (1962–)
- Moçambikiska självständighetskriget (1964–1974)
- Inbördeskriget i Tchad (1966–1988)
- Sydafrikanska gränskriget (1966–1969)
- Sexdagarskriget (5–10 juni 1967)
- Inbördeskriget i Nigeria (1967–1970)
- Fotbollskriget (1969)
- Bangladeshs befrielsekrig (1971)
- Oktoberkriget (1973)
- Cypernkrisen (1974)
- Kambodjansk-vietnamesiska kriget (1975–1989)
- Kriget mellan Uganda och Tanzania (1978–1979)
- Konflikten mellan Libyen och Tchad (1978–1987)
- Kinesisk-vietnamesiska kriget (1979)
- Afghansk-sovjetiska kriget (1979–1989)
- Iran–Irak-kriget (1980–1988)
- Falklandskriget (1982)
- Inbördeskriget i Sri Lanka (1983–2009)
- Invasionen av Grenada (1983)
- USA:s invasion av Panama (1989)
- Kuwaitkriget (1990–1991)
- Inbördeskriget i Rwanda (1990–1993)
- Georgiska inbördeskriget (1991–1993)
- Jugoslaviska krigen (1991–1995)
- Inbördeskriget i Sierra Leone (1991–2002)
- Första Tjetjenienkriget (1994–1996)
- Första Kongokriget (1996–1997)
- Kriget i Kosovo (1998–1999)
- Eritreansk-etiopiska kriget (1998–2000)
- Andra Kongokriget (1998–2003)
- Andra Tjetjenienkriget (1999–)

## 2000-talet
- Kriget mot terrorismen (2001–)
- Afghanistankriget (2001–)
- Darfurkonflikten, Sudan (2003–2010)
- Irakkriget (2003–2011)
- Västsahara (frihetsintifada) (2005–)
- Israel-Libanon-konflikten (2006)
- Kriget i Georgien (2008)
- Gazakonflikten (2008–2009)
- Kriget i Libyen (2011)
- Syriska inbördeskriget (2011–)
- Kriget mot Islamiska staten (2014–2017)
- Kriget i Ukraina  (2022–)
- Kriget mellan Hamas och Israel (2023–)